# Iglesia de El Salvador (Agüero)
La iglesia parroquial del Salvador en Agüero (Provincia de Huesca, España) es una iglesia de estilo románico que data del siglo XII. 

## Historia
Aparece ya citado por documentos en 1082 como monasterio,  momento en que Sancho Ramírez lo donó al monasterio de San Pedro de Siresa, si bien en 1138 el conde Ramón Berenguer IV concedió a los laicos y clérigos de Agüero tres mil sueldos, con la condición no dependiesen ya del monasterio de Siresa. 
El antiguo monasterio de San Salvador pasaría más adelante a ser la iglesia parroquial de San Salvador, cuando la localidad de Agüero fue trasladada desde su antiguo emplazamiento en los pies del castillo al actual, en una zona más baja.

## Arquitectura
La construcción original, en estilo románico, obra del Maestro de Agüero, consistía en una nave única de dos tramos cubierta con bóveda de cañón apuntado y un ábside semicircular y fue reformada en época renacentista, dando lugar a un conjunto heterogéneo, en el que se combinan el sillar con la mampostería y el ladrillo.
Las reformas realizadas en el siglo XVI consistieron en la construcción de una cabecera recta, la ampliación de la nave con dos tramos más hacia el oeste, el añadido de cuatro capillas laterales a cada lado que funcionan como naves laterales cubiertas con bóveda de terceletes y combados, y el levantamiento de una galería de arquillos sobre ambas naves laterales. Las capillas del lado meridional cuentan además con una cámara-cripta subterránea.

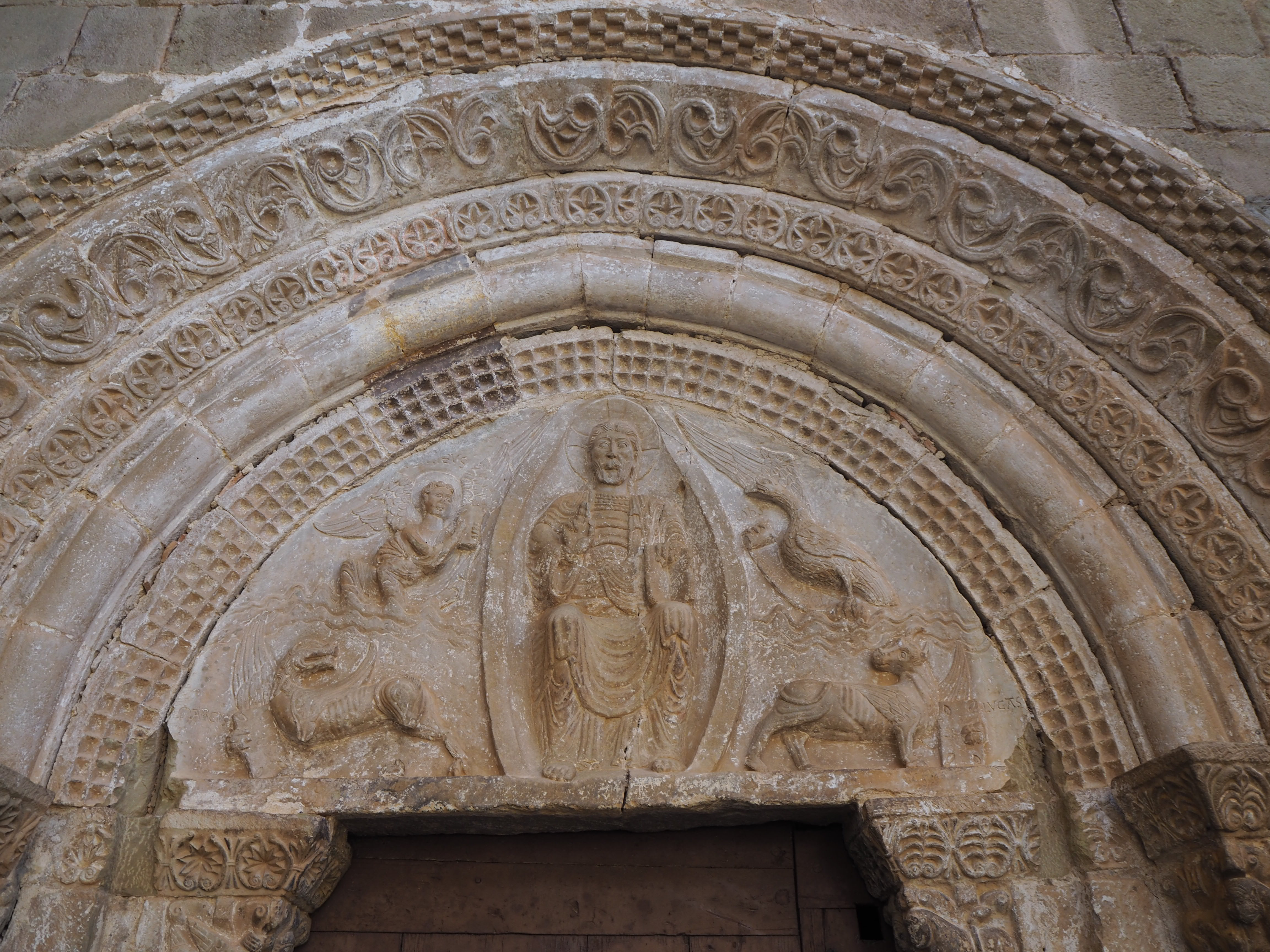
Tímpano de la portada norte, con el Pantocrátor y el Tetramorfos. Románico, siglo XII

Posee dos portadas: al norte se conservan los restos de un pórtico que cobijaba la portada románica, en la cual se encuentra actualmente el tímpano que fue realizado para el monasterio de Santiago de Agüero, aunque tras la interrupción en su construcción se reutilizó para el templo.
Su forma es en arco apuntado, enmarcado por cuatro arquivoltas topado con una chambrana de ajedrezado jaqués que se soporta con cuatro columnas adosadas que se rematan con capiteles a modo de jambas con decoración vegetal y figurativa. 
El tímpano tiene una representación del Pantocrátor sedente rodeado por el Tetramorfos, que todavía presenta restos de policromía junto con las inscripciones de sus respectivos evangelistas; al sur se conserva un sencillo vestíbulo elevado que alberga una portada en arco de medio punto.
Adosada al muro del Evangelio se halla la gran torre de planta rectangular y rematada por casquete pétreo. 